# آندری استارتسف
آندری استارتسف (انگلیسی: Andrej Startsev؛ زادهٔ ۷ ژوئن ۱۹۹۴) بازیکن فوتبال اهل آلمان است.
از باشگاه‌هایی که در آن بازی کرده‌است می‌توان به باشگاه فوتبال سن پائولی اشاره کرد.
وی همچنین در تیم ملی فوتبال زیر ۲۱ سال قزاقستان بازی کرده‌است.